# 松岡文雄
松岡文雄（1933年4月14日—2022年7月20日）是日本的男性聲優。東京都出身。所屬Production baobab。

## 人物
因為有著鎮定又有品格的聲音質量，大多配較年長的男性和老人方面。在聲音方面的給人的印象是演出善良的人物方面比較多，不過也有演出扮演著在善良的面具底下潛藏著邪惡的角色的人物。

## 演出作品

### 電視動畫
- 櫻桃小丸子（山田君的爺爺）

1965年
- 小鬼Q太郎（TBS版）（爸爸（第一代））

1975年
- 救難小英雄（老爺爺）

1976年
- 尋母三千里（費迪南多）

1977年
- 正義雙俠（老爺爺）

1979年
- 科學探險隊（父親（第10話））

1980年
- 太陽的使者 鐵人28號（御堂博士）
- 原子小金剛（第2作）（獸醫（第26話））
- 傳說巨神伊甸王（羅・勞爾）
- 無敵機器人 崔達G7（技術主任克勞德）
- 魯邦三世 (TV第2期)（J・賓克）

1981年
- 動畫親子劇場（飛鳥博士）
- 銀河旋風布萊格（馬多夫（第29話、第38話））
- 狗狗三劍客（黑胡子隨從）

1982年
- 淘氣神物語 叩隆叩隆寶蓉（路克勒斯）
- 逆轉英帕茲人（紅男爵）
- 高爾夫球手猿（電視特別版（經理））
- 銀河烈風巴克辛格（萊拉的養父（第10話））
- 魔法公主明琪桃子（老紳士）

1983年
- 太空戰神（老人）
- 銀河漂流（博士）
- 裝甲騎兵（祭司長）
- 超時空騎兵（史利姆）
- 布羅勒斯3四郎（理查森院長）
- 美雪、美雪（美由紀的父親）

1984年
- 銀河巡邏PJ（馬耶斯特羅2000）
- 魯邦三世 PartIII（傑爾吉）

1985年
- 搞怪拍檔（加魯）
- 火焰的阿爾卑斯玫瑰 茱蒂&藍迪（史萊耶）

1986年
- 光之傳說（大石敏明）

1988年
- 超能力魔美（一彦（第72話））
- 麵包超人（貓頭鷹叔叔）
- 燃燒吧！哥哥（玄米茶爺爺）

1989年
- 美味大挑戰（盛澤（第38話）、登田（第50話））
- 天空戰記（薩蒂之村的老人）

1990年
- 美味大挑戰（櫻田（第103話））
- 羅賓漢大冒險（摩斯）

1992年
- 向明日罰球（考夫曼）
- 花魔法使瑪麗貝爾（馬斯）

1997年
- 劍風傳奇烙印勇士（哈珊）
- 名偵探柯南（鈴木史郎）

1998年
- 星際牛仔（唐奈利）
- 魔術士歐菲（長老A）
- 危險調查員（老人）

1999年
- The Big O（老紳士）
- WILD ARMS～Twilight Venom～（老爺爺）

2000年
- 幻想魔傳 最遊記（武漢）
- 魯邦三世 1$錢戰爭

2002年
- 閃靈二人組（今井繁之）
- 天地無用！ GXP（九羅密美瀾）

2003年
- R.O.D -THE TV-（托特・布克斯店主）
- 明日之星娜佳（彈吉他的老人）
- 犬夜叉（開道、白心上人）
- 奇諾之旅（賢者）
- 魔法少年賈修（傑夫的爺爺、李嚴的爺爺）
- 高橋留美子劇場 人魚森林（和尚）
- 名偵探柯南（植木草八）
- 魯邦三世 寶物返還大作戰！！（安東尼奧·高迪）

2004年
- 忘卻的旋律 THE MELODY OF OBLIVION（武藏野三郎／繫爺爺）
- 魔法少女隊（老人）
-瑪莉亞的凝望 ～春〜（青田老師（第12話））
- MONSTER（哈爾姆特・海斯）

2005年
- 怪醫黑傑克（橫山英一）

2006年
- 怪獸爪（老人）
- 企業傭兵（阿爾弗雷德）
- 血戰（菲利浦・羅森柏格）
- 怪俠佐羅利（山羊藏）

2008年
- 地獄少女 三鼎（校長）
- 秀逗魔導士REVOLUTION（村莊的村長）
- 野良耳2（加哈克）
- 波菲的漫長旅程（安哲羅普洛斯）

2009年
- 蒼天航路（重臣）
- 仰望天空的少女瞳中的世界（長老D）

2010年
- 無頭騎士異聞錄 DuRaRaRa!!（北駒正二郎）

2011年
- 名偵探柯南（本間健太郎）

2016年
- 名侦探柯南 章节''ONE'' 缩小的名侦探（铃木史郎）

### OVA
- 阿斯蘭戰記2（大祭司）
- 銀河英雄傳說（米特麥爾的父親）
- 戰國魔神豪將軍 時間陌生人（醫生）
- 天地無用！魎皇鬼（九羅密美瀾）

### 劇場版動畫
- 阿斯蘭戰記（大祭司）
- 機動戰士GUNDAMIII 邂逅宇宙篇（佛萊納根博士）
- 哆啦A夢電影作品
  - 大雄的大魔境（士兵E）
  - 大雄的海底鬼岩城（隊員A）
  - 大雄與雲之王國（塔卡洛的爺爺）
- 名偵探柯南 世紀末的魔術師（鈴木史郎）

### 遊戲
- 奥丁领域（愛德蒙國王、布洛姆、克洛伊茲）
- 金田一少年之事件簿3 青龍傳説殺人事件（武笠行男）
- 美德傳奇（弗雷德里克・巴恩斯）
  - 美德傳奇F（弗雷德里克・巴恩斯）

### 外語配音
- 奇異果女孩（懷爾德神父）
- 雷鳥神機隊（海洋先鋒I世號乘員柯林斯）
  - 雷鳥神機隊 劇場版（阿洛伊修斯・帕克）※DVD版
  - 雷鳥神機隊6號（阿洛伊修斯・帕克）※DVD版
- 蝙蝠俠系列（阿爾弗雷德（阿福）・潘尼華斯（麥可·高福））※全部DVD版
  - 蝙蝠俠
  - 蝙蝠俠大顯神威
  - 蝙蝠俠3:蝙蝠俠與羅賓
  - 蝙蝠俠4急凍人
- 天堂執法者（凱可（下野三））
- 名偵探白羅※NHK
- 李祘

### BLCD
- 神官被國王愛（最長老）

## 外部連結
- 事務所公開簡歷